# イオンタウン津河芸
イオンタウン津河芸（イオンタウンつかわげ）は、三重県津市河芸町に所在するネイバーフッド型のショッピングセンター。

## 概要
津市北部、旧河芸町域に立地する。毎年秋に開催される全日本大学駅伝対校選手権大会では、2018年（令和元年）の時点では当施設前が中継所となっている。
2009年（平成21年）3月14日にイオンスーパーセンター津河芸ショッピングセンターとして開業した。2012年（平成24年）6月15日には、運営会社がイオンリテール株式会社からイオンビッグ株式会社に移管され、「イオンタウン津河芸」として再オープンし、核店舗が「イオンスーパーセンター」から「ザ・ビッグエクストラ」に変更された。
中核店舗の一つであったファニチャードーム津河芸店が2019年（令和元年）8月4日に閉店した。後に、同業他社のニトリが翌年1月31日に出店した。

## 主なテナント
- ザ・ビッグ（中核店舗）
- セリア
- ニトリ - 2020年（令和2年）1月31日開店[6]。
- サンドラッグ - 2022年（令和4年）3月13日開店[7]。
- 西松屋 - 2022年（令和4年）5月19日開店[8]。

### かつて存在したテナント
- イオンスーパーセンター（中核店舗）
- ファニチャードーム - 2019年（令和元年）8月4日閉店[5]。
- アスビーファム - 2022年（令和4年）8月5日閉店[9]。